# Kaposújlaki repülőtér
A Kaposújlaki repülőtér Kaposvár központjától 5 kilométerre északnyugatra fekszik. Elsősorban sport célokra használják.

## További adatok
- Csak nappali VFR repülés folytatható
- Területe: 90 hektár
- Magasság: 156 méter (512 láb)
- Hívójel: Kapos INFO
- Frekvencia: 124,5 MHz

## Története
Már 1929-ben megszületett a kaposvári polgárokban az igény, hogy repülőteret létesítsenek a város környékén, és erre végül Zselickislak határában alkalmas terepet találtak. Két iskolagépet vásároltak, ami 1600 pengőbe került, és a környékbeliek és város komoly anyagi ráfordításával megindulhatott a vitorlázórepülő kiképzés. Hangárt is építettek, valamint Budapesten kiképeztették az egyik helyi asztalost a gépek javítására. Kaposváron vizsgázott le 1930-ban az első magyar vitorlázó repülőnő, Abaffy Genovéva személyében.
A repülőtéren mezőgazdasági kisgépes és helikopteres javító bázis is működött. Vitorlázó és sárkányrepülő versenyeket tartanak a repülőtéren a Magyar Repülő Szövetség keretein belül.
Korábbi üzemeltetője a Császár Károly Sportrepülő Egyesület volt, amely szerepet az Avia-Rent Kft. vett át.